# Tegau

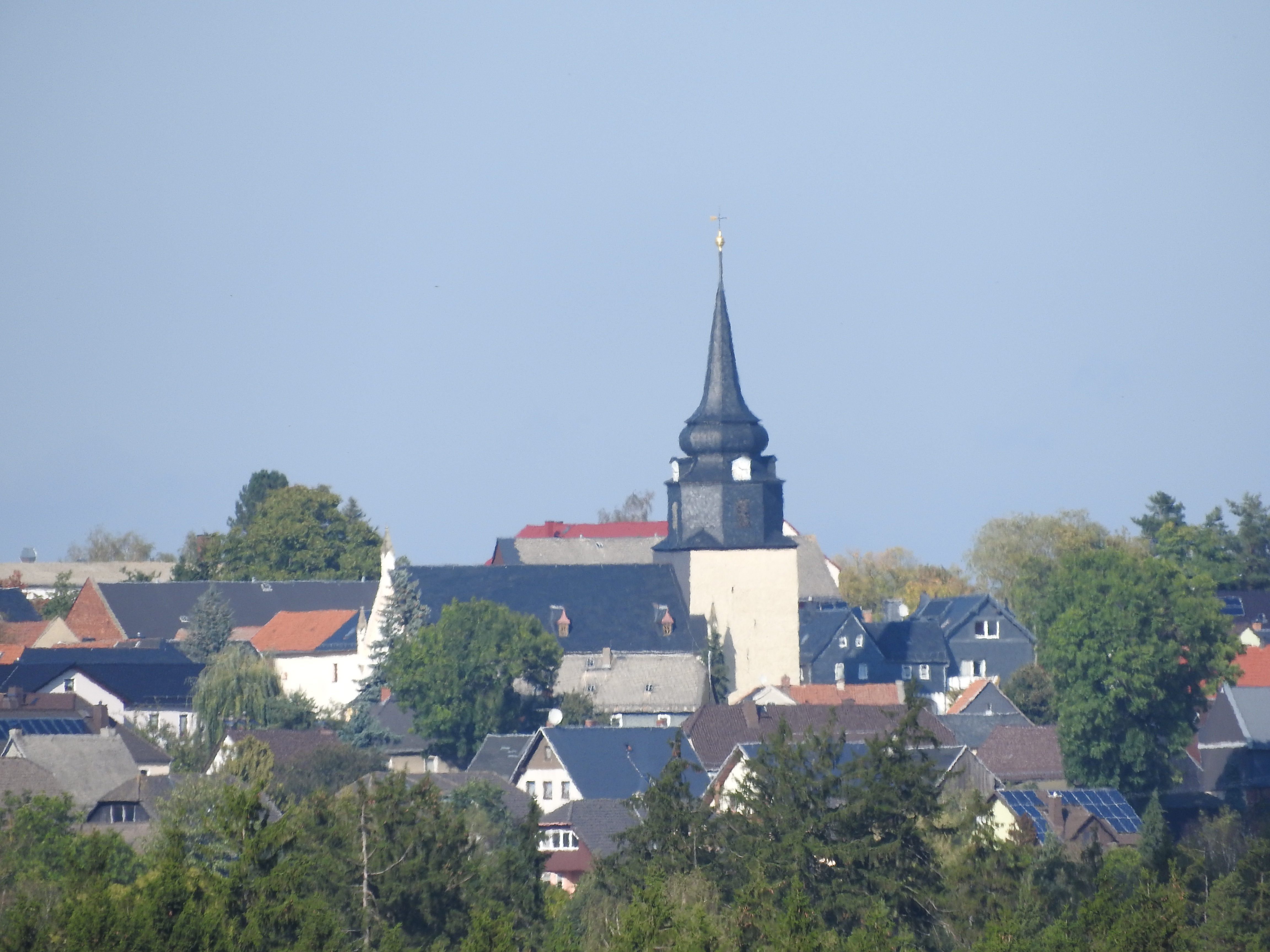
Blick auf den Ort von Süden

Tegau ist eine Gemeinde im Saale-Orla-Kreis in Thüringen. Sie ist Mitglied der Verwaltungsgemeinschaft Seenplatte. Zu Tegau gehört der Ortsteil Burkersdorf.

## Geografie
Tegau liegt an der Hauptverbindungsstraße B2 und ist deshalb gut erreichbar. Auch die Verbindung zu Burkersdorf ist daher günstig. Beide Dörfer liegen auf einem welligen, kaum bewaldeten Hochplateau im Südostthüringer Schiefergebirge. Die meisten Flächen können ackerbaulich genutzt werden. Quellmulden und Flächen in Bachläufen sind Grünlandstandorte.

### Geologie
Die Böden im Schiefergebirge haben einen hohen Feinerdeanteil und Humusgehalt und sind unter den im Schleizer Umland bestehenden Klimabedingungen sehr fruchtbar.

### Nachbargemeinden
Nachbargemeinden sind: Dittersdorf, Göschitz und Pahren im Saale-Orla-Kreis sowie Auma-Weidatal und Zeulenroda-Triebes im Landkreis Greiz.

## Geschichte
Der Ort Tegau wurde von Sorben gegründet. Seine erste urkundliche Erwähnung findet sich im Jahre 1397. W. Kahl weist neuerdings 1071 nach.
Die Wirtschaft wurde und wird von der Landwirtschaft geprägt.
Der große Mühlenteich südöstlich von Tegau am Tegbach erinnert an die Mühle und das Handwerk in Tegau. Um 1625 wurde der Meister Heinrich Wolff, der Tegaumüller geboren. Das ist der erste urkundliche Nachweis zur Wassermühle beim Dorf. Bis 1937 arbeitete man in der Mühle mit einem oberschlächtigen Wasserrad. Der letzte  Müller schaffte sich dann eine wasserbetriebene Turbine an. Nach seinem Ableben wurde die Mühle mehrfach verkauft und der Mahlbetrieb eingestellt.
Am 1. Juli 1950 wurde die bis dahin eigenständige Gemeinde Burkersdorf eingegliedert.

### Einwohnerentwicklung
Entwicklung der Einwohnerzahl (jeweils 31. Dezember):
| - 1994: 472 - 1995: 472 - 1996: 462 - 1997: 460 - 1998: 455 - 1999: 464 | - 2000: 454 - 2001: 455 - 2002: 444 - 2003: 435 - 2004: 417 - 2005: 423 | - 2006: 415 - 2007: 409 - 2008: 400 - 2009: 395 - 2010: 399 - 2011: 394 | - 2012: 390 - 2013: 389 - 2014: 412 - 2015: 411 - 2016: 403 - 2017: 402 | - 2018: 390 - 2019: 393 - 2020: 390 - 2021: 382 - 2022: 382 |

Datenquelle: Thüringer Landesamt für Statistik

## Religion
Der Ort besitzt eine evangelische Kirchengemeinde, der 225 Gemeindebewohner angehören. Die Gemeinde gehört zum Kirchspiel Dittersdorf.

## Sehenswürdigkeiten
Der Ort wird durch die St.-Antonius Kirche geprägt. Der Erstbau der Kirche im Baustile der Gotik, verschwand zum größten Teil beim Umbau der Kirche im 17. und 18. Jahrhundert. Zu dieser Zeit erhielt der Turm, der nachweislich aus dem 13. Jahrhundert stammt, seine barocke Haube. Seine Schweifkuppelspitze ist 41 m hoch. 1870 wurde die Kirche innerhalb von 9 Monaten komplett umgestaltet, so dass heute viele Elemente der Neugotik zu finden sind. Am Westgiebel findet sich noch ein gotisches Eingangsportal.

## Wirtschaft
Am Vogelsberg südlich der Ortschaft baut die Hartsteinwerke Burgk GmbH & Co. OHG in einem Steinbruch roten und grauen Kalkstein ab, der zu verschiedenen Zwecken genutzt wurde und wird. Rohblöcke, die sich zur Werksteinverarbeitung eigneten, haben als Saalburger Marmor Verwendung gefunden.